# Natação no Campeonato Mundial de Esportes Aquáticos de 2013 - 100 m borboleta feminino
A prova dos 100 metros borboleta feminino da natação no Campeonato Mundial de Esportes Aquáticos de 2013 ocorreu nos dias 28 de julho e 29 de julho no Palau Sant Jordi  em Barcelona.

## Recordes
Antes desta competição, os recordes mundiais e do campeonato nesta prova eram os seguintes:
| Tipo                  | Atleta         | Tempo | Local   | Data                |
| --------------------- | -------------- | ----- | ------- | ------------------- |
|                       | Dana Vollmer   | 55,98 | Londres | 29 de julho de 2012 |
| Recorde do campeonato | Sarah Sjöström | 56,06 | Roma    | 27 de julho de 2009 |

## Medalhistas
| Ouro                 | Prata               | Bronze             |
| Sarah Sjöström (SWE) | Alicia Coutts (AUS) | Dana Vollmer (USA) |

## Resultados

### Eliminatórias
Esses foram os resultados das eliminatórias.
| Pos. | Bateria | Raia | Nadadora               | Nacionalidade  | Tempo | Notas |
| ---- | ------- | ---- | ---------------------- | -------------- | ----- | ----- |
| 1    | 6       | 4    | Dana Vollmer           | Estados Unidos | 57,22 | Q     |
| 2    | 6       | 5    | Sarah Sjöström         | Suécia         | 57,28 | Q     |
| 3    | 6       | 3    | Katerine Savard        | Canadá         | 57,31 | Q,    |
| 4    | 5       | 4    | Alicia Coutts          | Austrália      | 57,56 | Q     |
| 5    | 5       | 5    | Jeanette Ottesen Gray  | Dinamarca      | 57,79 | Q     |
| 6    | 6       | 6    | Noemie Thomas          | Canadá         | 58,11 | Q     |
| 7    | 4       | 5    | Ilaria Bianchi         | Itália         | 58,22 | Q     |
| 8    | 5       | 6    | Brittany Elmslie       | Austrália      | 58,27 | Q     |
| 9    | 4       | 6    | Jemma Lowe             | Reino Unido    | 58,38 | Q     |
| 10   | 5       | 3    | Claire Donahue         | Estados Unidos | 58,58 | Q     |
| 11   | 4       | 8    | Ingvild Snildal        | Noruega        | 58,83 | Q     |
| 12   | 4       | 4    | Lu Ying                | China          | 58,93 | Q     |
| 13   | 6       | 2    | Tao Li                 | Singapura      | 58,94 | Q     |
| 14   | 5       | 8    | Evelyn Verrasztó       | Hungria        | 58,95 | Q     |
| 15   | 5       | 0    | Daynara de Paula       | Brasil         | 59,16 | Q     |
| 16   | 6       | 0    | Judit Ignacio Sorribes | Espanha        | 59,18 | DES   |
| 16   | 6       | 7    | Natsumi Hoshi          | Japão          | 59,18 | DES   |
| 18   | 4       | 3    | Jiao Liuyang           | China          | 59,21 |       |
| 19   | 5       | 1    | Kimberly Buys          | Bélgica        | 59,28 |       |
| 19   | 5       | 2    | Svetlana Chimrova      | Rússia         | 59,28 |       |

| Ver o restante da classificação | Ver o restante da classificação | Ver o restante da classificação | Ver o restante da classificação | Ver o restante da classificação | Ver o restante da classificação | Ver o restante da classificação |
| Pos.                            | Bateria                         | Raia                            | Nadadora                        | Nacionalidade                   | Tempo                           | Notas                           |
| ------------------------------- | ------------------------------- | ------------------------------- | ------------------------------- | ------------------------------- | ------------------------------- | ------------------------------- |
| 21                              | 6                               | 8                               | Katarína Listopadová            | Eslováquia                      | 59,34                           |                                 |
| 22                              | 6                               | 1                               | Amit Ivry                       | Israel                          | 59,45                           |                                 |
| 23                              | 4                               | 1                               | Sophia Batchelor                | Nova Zelândia                   | 59,46                           |                                 |
| 24                              | 3                               | 4                               | Farida Osman                    | Egito                           | 59,85                           |                                 |
| 25                              | 4                               | 0                               | Elmira Aigaliyeva               | Cazaquistão                     | 1:00,00                         |                                 |
| 26                              | 5                               | 7                               | Louise Hansson                  | Suécia                          | 1:00,11                         |                                 |
| 27                              | 4                               | 2                               | Kristel Vourna                  | Grécia                          | 1:00,33                         |                                 |
| 28                              | 4                               | 7                               | Emilia Pikkarainen              | Finlândia                       | 1:00,47                         |                                 |
| 29                              | 3                               | 5                               | Jessica Maria Camposano Rios    | Colômbia                        | 1:00,65                         |                                 |
| 30                              | 4                               | 9                               | Marne Erasmus                   | África do Sul                   | 1:00,73                         |                                 |
| 31                              | 6                               | 9                               | Park Jin-Young                  | Coreia do Sul                   | 1:00,78                         |                                 |
| 32                              | 5                               | 9                               | Sze Hang Yu                     | Hong Kong                       | 1:01,01                         |                                 |
| 33                              | 3                               | 6                               | İris Rosenberger                | Turquia                         | 1:01,35                         |                                 |
| 34                              | 3                               | 3                               | Cheng Wan-jung                  | Taipé Chinesa                   | 1:01,61                         |                                 |
| 35                              | 3                               | 2                               | Jasmine Alkhaldi                | Filipinas                       | 1:01,71                         |                                 |
| 36                              | 3                               | 1                               | Loreen Whitfield                | Samoa Americana                 | 1:02,50                         |                                 |
| 37                              | 2                               | 7                               | Dorian McMenemy                 | República Dominicana            | 1:03,53                         |                                 |
| 38                              | 2                               | 4                               | Marie Laura Meza                | Costa Rica                      | 1:03,63                         |                                 |
| 39                              | 3                               | 8                               | Monalisa Arieswati              | Indonésia                       | 1:03,93                         |                                 |
| 40                              | 2                               | 6                               | Dalia Tórrez Zamora             | Nicarágua                       | 1:04,43                         |                                 |
| 41                              | 2                               | 2                               | Poula Øssursdóttir Mohr         | Ilhas Feroé                     | 1:04,58                         |                                 |
| 42                              | 3                               | 7                               | Barbara Caraballo               | Porto Rico                      | 1:04,65                         |                                 |
| 43                              | 3                               | 0                               | Caroline Puamau                 | Fiji                            | 1:04,72                         |                                 |
| 44                              | 1                               | 3                               | Pooja Alva                      | Índia                           | 1:05,70                         |                                 |
| 45                              | 2                               | 1                               | Ana Nobrega                     | Angola                          | 1:06,55                         |                                 |
| 46                              | 2                               | 3                               | Noel Borshi                     | Albânia                         | 1:06,77                         |                                 |
| 47                              | 2                               | 8                               | María José Ribera Pinto         | Bolívia                         | 1:07,02                         |                                 |
| 48                              | 2                               | 0                               | Emily Mueti                     | Quênia                          | 1:07,37                         |                                 |
| 49                              | 2                               | 5                               | Amboaratiana Domoinannava       | Madagáscar                      | 1:09,30                         |                                 |
| 50                              | 3                               | 9                               | Johanna Umurungi                | Ruanda                          | 1:10,41                         |                                 |
| 51                              | 2                               | 9                               | Su Moe Theint San               | Myanmar                         | 1:10,62                         |                                 |
| 52                              | 1                               | 4                               | Afsana Ismayilova               | Azerbaijão                      | 1:16,58                         |                                 |
| 53                              | 1                               | 5                               | Charissa Panuve                 | Tonga                           | 1:21,78                         |                                 |

Desempate
Esse foi o resultado do desempate da qual definiu o último classificado as semifinais da prova.
| Pos. | Raia | Nadadora               | Nacionalidade | Tempo | Notas |
| ---- | ---- | ---------------------- | ------------- | ----- | ----- |
| 1    | 4    | Natsumi Hoshi          | Japão         | 58,83 | Q     |
| 2    | 5    | Judit Ignacio Sorribes | Espanha       | 58,87 |       |

### Semifinal
Esses foram os resultados das semifinais.
Semifinal 1
| Pos. | Raia | Nadadora         | Nacionalidade  | Tempo | Notas |
| ---- | ---- | ---------------- | -------------- | ----- | ----- |
| 1    | 4    | Sarah Sjöström   | Suécia         | 57,10 | Q     |
| 2    | 5    | Alicia Coutts    | Austrália      | 57,49 | Q     |
| 3    | 3    | Noemie Thomas    | Canadá         | 57,99 | Q     |
| 4    | 2    | Claire Donahue   | Estados Unidos | 58,44 | Q     |
| 5    | 6    | Brittany Elmslie | Austrália      | 58,56 |       |
| 6    | 7    | Lu Ying          | China          | 58,67 |       |
| 7    | 1    | Evelyn Verrasztó | Hungria        | 58,74 |       |
| 8    | 8    | Natsumi Hoshi    | Japão          | 59,42 |       |

Semifinal 2
| Pos. | Raia | Nadadora              | Nacionalidade  | Tempo | Notas |
| ---- | ---- | --------------------- | -------------- | ----- | ----- |
| 1    | 3    | Jeanette Ottesen Gray | Dinamarca      | 57,19 | Q     |
| 2    | 4    | Dana Vollmer          | Estados Unidos | 57,84 | Q     |
| 3    | 5    | Katerine Savard       | Canadá         | 58,00 | Q     |
| 4    | 6    | Ilaria Bianchi        | Itália         | 58,29 | Q     |
| 5    | 2    | Jemma Lowe            | Reino Unido    | 58,46 |       |
| 6    | 7    | Ingvild Snildal       | Noruega        | 58,84 |       |
| 7    | 1    | Tao Li                | Singapura      | 59,02 |       |
| 8    | 8    | Daynara de Paula      | Brasil         | 59,04 |       |

### Final
Esse foi o resultado da final.
| Pos.              | Raia | Nadadora              | Nacionalidade  | Tempo | Notas |
| ----------------- | ---- | --------------------- | -------------- | ----- | ----- |
| Medalha de ouro   | 4    | Sarah Sjöström        | Suécia         | 56,53 |       |
| Medalha de prata  | 3    | Alicia Coutts         | Austrália      | 56,97 |       |
| Medalha de bronze | 6    | Dana Vollmer          | Estados Unidos | 57,24 |       |
| 4                 | 5    | Jeanette Ottesen Gray | Dinamarca      | 57,27 |       |
| 5                 | 7    | Katerine Savard       | Canadá         | 57,97 |       |
| 6                 | 1    | Ilaria Bianchi        | Itália         | 58,11 |       |
| 7                 | 2    | Noemie Thomas         | Canadá         | 58,13 |       |
| 8                 | 8    | Claire Donahue        | Estados Unidos | 58,30 |       |

Legenda
| Recorde mundial       | Recorde mundial (World record)               |                       | Recorde africano                      | Recorde africano (African) |                                           | Q | Classificado por posição (Qualified) |
| Recorde do campeonato | Recorde do campeonato (Championship record)  | Recorde da América    | Recorde da América (Americas)         | q                          | Classificado por melhor tempo (Qualified) |   |                                      |
| Melhor marca do ano   | Melhor marca do ano (World leading)          | Recorde asiático      | Recorde asiático (Asian)              | DNS                        | Não largou (Did not start)                |   |                                      |
| Recorde nacional      | Recorde nacional (National record)           | Recorde europeu       | Recorde europeu (European)            | DNF                        | Não terminou (Did not finish)             |   |                                      |
| Recorde pessoal       | Recorde pessoal do atleta (Personal best)    | Recorde da Oceania    | Recorde da Oceania (Oceania)          | DSQ / DQ                   | Desclassificado (Disqualified)            |   |                                      |
| Recorde da temporada  | Recorde da temporada do atleta (Season best) | Recorde sul-americano | Recorde sul-americano (South America) | NM                         | Sem marca (No mark)                       |   |                                      |